# Tom Collins (coquetel)
O Tom Collins é um coquetel Collins feito com gim, suco de limão, açúcar e água gaseificada. Memorializado pela primeira vez por escrito em 1876 por Jerry Thomas, "o pai da mixologia americana", esse drinque de "gim e limonada com gás" é normalmente servido em um copo Collins com gelo. Existe uma variante não alcoólica, apreciado por alguns como um refrigerante.

## História
A publicação mais antiga de qualquer Collins, bem como de qualquer receita de Fizz, está localizada no mesmo livro, New and Improved Bartender's Manual or How to Mix Drinks of the Present Style, de Harry Johnson, de 1882. O livro inclui um Tom Collins que pede gim Old Tom e um John Collins que pede gim Holland, provavelmente o que é conhecido como Genièvre.
O historiador de coquetéis David Wondrich afirmou que há várias outras menções anteriores a essa versão do drinque e que ela tem uma semelhança impressionante com os ponches de gim servidos em clubes londrinos como o Garrick na primeira metade do século XIX.
Claramente desconhecendo as verdadeiras origens do drinque, em agosto de 1891, o médico britânico Sir Morell Mackenzie escreveu um artigo na influente revista do século XIX Fortnightly Review, afirmando que a Inglaterra era o país de origem do coquetel Tom Collins e que uma pessoa chamada John Collins era seu criador. No artigo, Mackenzie citou uma antiga canção chamada "John Collins". No entanto, a revista semanal britânica Punch imediatamente menosprezou os esforços de Mackenzie, observando em agosto de 1891 que o título da canção na verdade era "Jim Collins" e que Mackenzie, de outra forma, citou e caracterizou a canção de forma imprecisa.
A confusão sobre as origens do coquetel continuou quando o escritor americano Charles Montgomery Skinner observou, em 1898, que o Tom Collins havia chegado aos bares americanos na Inglaterra, França e Alemanha, onde a invenção americana estimulou a curiosidade na Europa e serviu como um reflexo da arte americana.
Com o passar do tempo, o interesse pelo Tom Collins diminuiu e suas origens se perderam. No início da década de 1920, durante a Lei Seca nos Estados Unidos, o jornalista americano e estudante de inglês americano H. L. Mencken disse:
A origem do... Tom-Collins... ainda precisa ser estabelecida; os historiadores do alcoolismo, assim como os Filologia, os negligenciaram. Mas o caráter essencialmente americano (dessa e de outras bebidas) é óbvio, apesar do fato de algumas terem passado para o inglês. Os ingleses, ao nomear suas bebidas, geralmente demonstram uma imaginação muito mais limitada. Ao procurar um nome, por exemplo, para uma mistura de uísque e água com gás, o melhor que conseguiram foi whiskey-and-soda. Os americanos, apresentados à mesma bebida, deram-lhe imediatamente o nome muito mais original de highball.

### John Collins

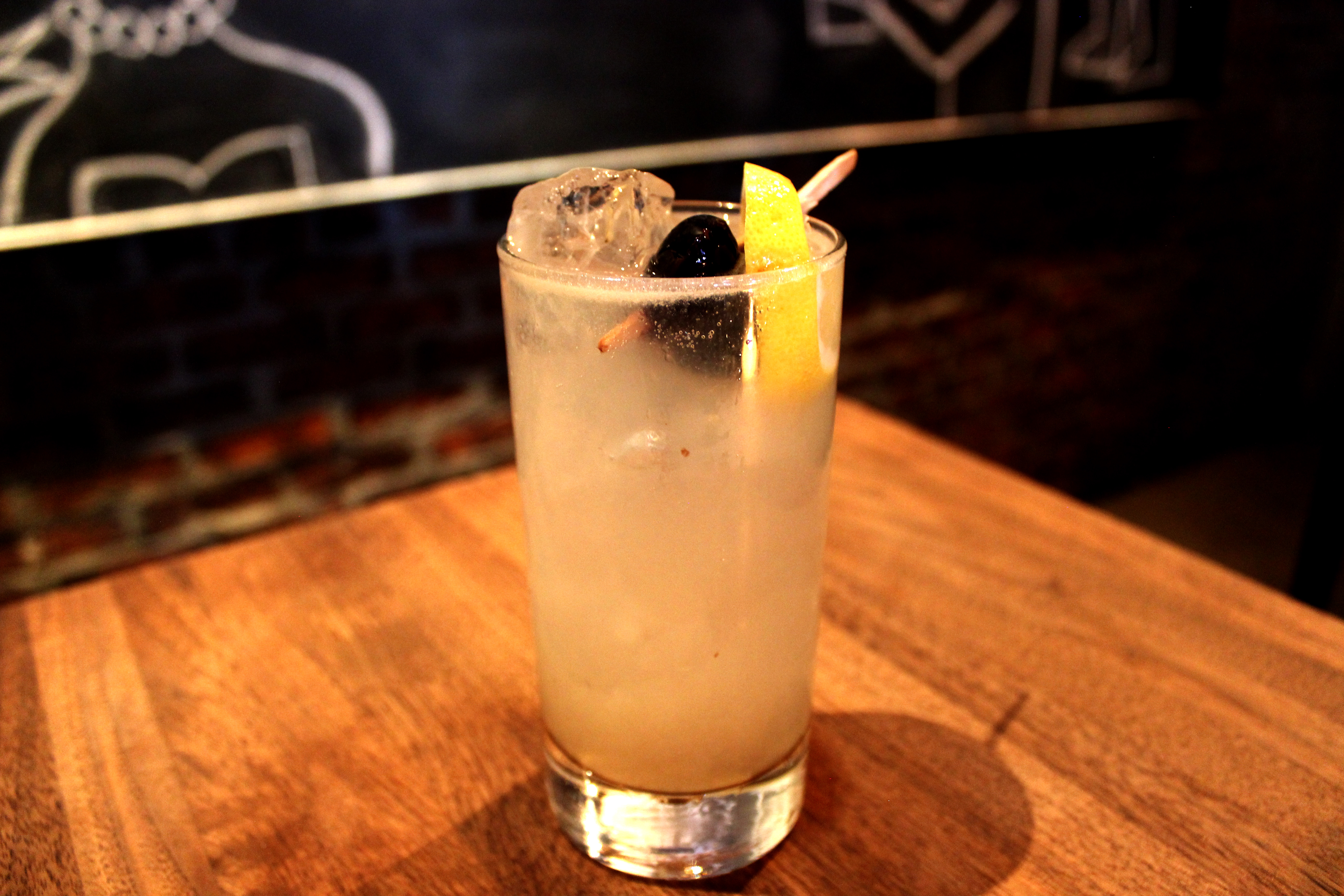
Um Tom Collins servido no Rye em São Francisco, California.

Um drinque conhecido como John Collins existe desde a década de 1860, pelo menos, e acredita-se que tenha se originado de um garçom com esse nome que trabalhava no Limmer's Old House, na Rua Conduit, em Mayfair, que era um hotel e cafeteria popular em Londres por volta de 1790-1817.
A seguinte rima foi escrita por Frank e Charles Sheridan sobre John Collins (em inglês):
My name is John Collins, head waiter at Limmer's,
Corner of Conduit Street, Hanover Square,
My chief occupation is filling brimmers
For all the young gentlemen frequenters there.
O historiador de bebidas David Wondrich especulou que a receita original que foi introduzida em Nova Iorque na década de 1850 teria sido muito semelhante aos ponches de gim que são conhecidos por terem sido servidos em clubes londrinos da moda, como o Garrick, durante a primeira metade do século XIX. Ele afirma que esses ponches teriam sido feitos com "gim, suco de limão, água com gás gelada e licor maraschino".
A pedida específica para o gim Old Tom na receita de 1869 é uma causa provável para a subsequente mudança de nome para "Tom Collins" na receita de Jerry Thomas de 1876. É provável que versões anteriores do ponche de gim tenham usado gim holandês em seu lugar.
No passado, houve certa confusão com relação à origem do drinque e à causa de sua mudança de nome devido à farsa do Tom Collins de 1874

### A pegadinha do Tom Collins de 1874
Em 1874, pessoas em Nova Iorque, Pensilvânia e em outros lugares dos Estados Unidos iniciavam uma conversa com "Você viu Tom Collins?" Depois que o ouvinte previsivelmente reagia explicando que não conhecia um ninguém com esse nome, o locutor afirmava que Tom Collins estava falando sobre o ouvinte para outras pessoas e que ele estava "logo ali na esquina", "em um bar (local)" ou em algum outro lugar próximo. A conversa sobre o inexistente Tom Collins era uma farsa comprovada de exposição.
Na Grande Pegadinha do Tom Collins de 1874, como ficou conhecida, o locutor incentivava o ouvinte a agir de forma insensata reagindo a um absurdo patente que o farsante deliberadamente apresentava como realidade. Em particular, o locutor desejava que o ouvinte ficasse agitado com a ideia de alguém falar sobre ele para outras pessoas, de modo que o ouvinte saísse correndo para encontrar o suposto Tom Collins que estava por perto.
Semelhante à pegadinha do zoológico de Nova York de 1874, vários jornais propagaram a brincadeira bem-sucedida imprimindo histórias que continham falsos avistamentos de Tom Collins. A brincadeira de 1874 rapidamente ganhou tamanha notoriedade que várias canções de music hall de 1874 comemoraram o evento (cópias das quais agora estão na Biblioteca do Congresso dos Estados Unidos).

### Receitas antigas
A primeira receita de Tom Collins publicada parece ter sido no livro de Harry Johnson de 1882, New and Improved Bartender's Manual or How to Mix Drinks of the Present Style. Esse livro contém uma receita para dois drinques Collins, o John Collins e o Tom Collins. O John Collins pede gim Holland, que provavelmente é o que também é conhecido como Genièvre, mas a receita do Tom Collins nesse livro é a seguinte:
Tom Collins
(Use um copo de bar extragrande)
Três quartos de colher de sopa de açúcar; 3 ou 4 gotas de suco de lima ou limão; 3 ou 4 pedaços de gelo quebrado; 1 copo de vinho cheio de gim Old Tom; 1 garrafa de água com gás comum; misture bem com uma colher, retire o gelo e sirva.

Deve-se prestar atenção para não deixar a espuma da água com gás se espalhar pelo copo.
No livro de 1884, The Modern Bartender's Guide, de O. H. Byron, há um drinque chamado "John Collins' Gin", no qual ele pede simplesmente gim, sem especificar qual gim, suco de limão, açúcar e água com gás. Esse livro também tem um "Tom Collins' Brandy", que consiste em conhaque, suco de limão, xarope de goma e licor Maraschino, e é preenchido com água com gás colocada no copo com gelo. Esse livro também lista uma receita para um "Tom Collins Gin and Whiskey", com as únicas instruções: "São preparados da mesma forma que um Brandy, substituindo seus respectivos licores".
Em outro livro de 1884, Scientific Barkeeping, da E.N. Cook & Co, também é possível encontrar um John Collins e um Tom Collins, sendo que o John Collins pede gim Holland e o Tom Collins pede uísque. Há uma receita para o Tom Collins na edição póstuma de 1887 do Bar-Tender's Guide, de Jerry Thomas. Como Thomas, residente em Nova Iorque, teria conhecimento da brincadeira generalizada e o conteúdo de seu livro publicado em 1876 foi desenvolvido durante ou logo após a grande pegadinha do Tom Collins de 1874, George Sinclair acreditava que o evento da farsa era a fonte mais plausível do nome do coquetel Tom Collins. Classificado sob o título "Collins" com drinques de uísque e conhaque com nomes semelhantes, o Tom Collins Gin de Jerry Thomas foi instruído:
Tom Collins (1887)
(Use um copo de bar grande)
Use 5 ou 6 gotas de xarope de goma. Suco de um limão pequeno. 1 copo grande de gim. 2 ou 3 cubos de gelo;

Agite bem e coe em um copo de bar grande. Encha o copo com água com gás e beba enquanto estiver animado.
Ele se diferenciava do coquetel Gin Fizz porque os 3 traços de suco de limão no Gin Fizz eram "efervescentes" com água gaseificada para formar essencialmente um "gin com água gaseificada e limão", enquanto o consideravelmente maior "suco de um limão pequeno" no Tom Collins formava essencialmente um "gin e limonada gaseificada" quando adoçado com xarope de goma. O tipo de gim usado por Thomas não foi especificado em seu livro de 1887, mas provavelmente era Old Tom, se isso foi responsável pela mudança no nome do drinque.

### Popularidade
Em 1878, o Tom Collins estava sendo servido nos bares da cidade de Nova Iorque e em outros lugares. Identificado como um dos "drinques favoritos que procurados em todos os lugares" em um anúncio da edição de 1878 do The Modern Bartender's Guide, de O. H. Byron, tanto o Tom Collins de gim e uísque quanto o Tom Collins de conhaque eram considerados drinques sofisticados. No livro de 1891, The Flowing Bowl: When and what to Drink, de 1891, o autor William Schmidt listou o Tom Collins como incluindo:
Tom Collins (1891)
Suco de meio limão em um copo grande,
uma colher de sopa de açúcar,
um gole de Tom Gin; misture bem;
2 pedaços de gelo,
uma garrafa de refrigerante simples.

Misture bem e sirva.
Uma receita da virada do século XX substituiu o suco de limão pelo suco de lima.

### Outros
Uma história alternativa coloca a origem em St. Louis.

## Preparo moderno
O The Book of Cocktails, de 1986, oferece uma versão moderna da receita de Thomas, de 1876, para esse drinque longo:
John (ou Tom) Collins (1986)
cubos de gelo
2 oz. (6 cL) de gim seco
2 oz. (6 cL) de suco de limão
1 colher de chá de xarope de açúcar (gomme)
água com gás
fatia de limão
1 cereja colorida

Coloque bastante gelo em um copo grande. Adicione o gim, o suco de limão e o xarope. Complete com água com gás e mexa bem. Sirva com uma rodela de limão, uma cereja e um canudo.

## Variações
Um Summer Collins simples é um coquetel de dois ingredientes composto apenas de partes iguais de gim e limonada, servido com gelo e uma guarnição de frutas opcional. O Vodka Collins usa vodca no lugar do gim. O South Side usa limonada no lugar da limonada e acrescenta hortelã. O Rum Collins usa rum light no lugar do gim. O French 75 usa champanhe em vez de água com gás.

### Juan Collins
O Juan Collins é feito de tequila, suco de limão, açúcar ou algum outro agente adoçante e água gaseificada. Normalmente, esse drinque é servido em um copo Collins com gelo.